# دهران (مذيخرة)

تعديل مصدري - تعديل

دهران هي إحدى قرى عزلة المغاربة بمديرية مذيخرة التابعة لمحافظة إب، بلغ تعداد سكانها 489 نسمة حسب تعداد اليمن لعام 2004.